# Реакція Даффа
Реакція Даффа (англ. Duff reaction) — орто-Формілювання фенолів або пара-формілювання ароматичних амінів за допомогою гексаметилентетраміну в присутності кислотних каталізаторів. Запропонована як метод формілювання фенолів в 1932 р. Даффом і в подальшому розширено на ароматичні аміни і алкіларени.

## Механізм реакції
Реакція Даффа багатостадійна і починається з протонування уротропіну з утворенням електрофільного метиленімінієвого інтермедіату, за яким відбувається електрофільне заміщення протона в ароматичному ядрі. Наступна стадія однакова з другою стадією реакції Соммле: утворений в результаті бензиламін окиснюється метиленіміном або метиленімінієвим фрагментом уротропіну з утворенням шіффової основи, яка гідролізується до альдегіду:
Утворення бензиламіну і шиффової основи в ході реакції було відмічено Даффом, який при формілюванні β-нафтолу виділив та ідентифікував проміжну сполуку — 2,2'-дигідрокси-1-нафтилиден-1-нафтилметиламін.